# Paris–Roubaix 1912

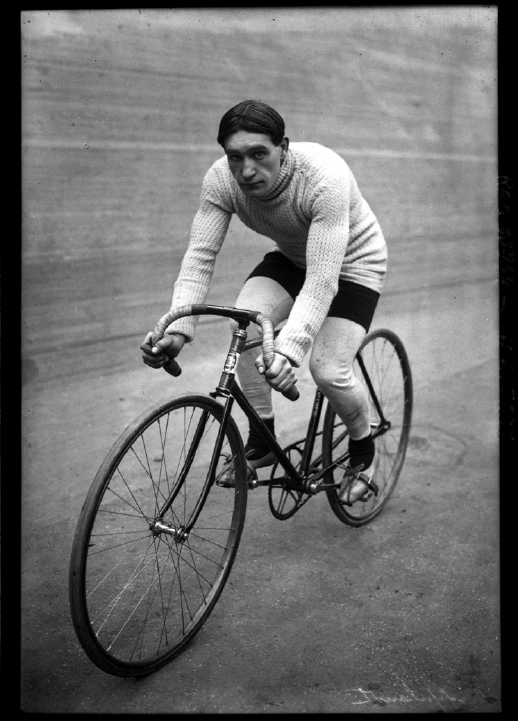
Charles Crupelandt (1913)

Das Eintagesrennen Paris–Roubaix 1912 war die 17. Austragung des Radsportklassikers und fand am Sonntag, den 7. April 1912, statt.
Das Rennen ging von Chatou aus über 266 Kilometer, bei sonnigem Wetter. Die genaue Zahl der Fahrer, die starteten und von denjenigen, die ins Ziel kamen, ist unbekannt. 70 Fahrer sind auf der Resultatliste aufgeführt, ab Platz 19 jedoch ohne Zeit. Der Sieger Charles Crupelandt absolvierte das Rennen mit einer Durchschnittsgeschwindigkeit von 31,3 Kilometern pro Stunde.
Charles Crupelandt erreichte das Vélodrome roubaisien als Erster, ihm folgten kurz darauf sechs weitere Fahrer. Sein Mannschaftskamerad Octave Lapize zog für Crupelandt den Sprint an, und dieser gewann das Rennen. Sein Sieg wurde in Roubaix besonders enthusiastisch gefeiert, da er aus dem Nachbarort Wattrelos stammte und regelmäßig auf der Bahn von Roubaix trainierte. Heute ist nach ihm der Espace Charles Crupelandt benannt, der letzte, eher symbolische Kopfsteinsektor, den die Fahrer vor dem Eingang ins Velodrom durchqueren. Auf ihm sind sie Namen aller Sieger des Rennens verzeichnet.